# Riksväg 68
Der Riksväg 68 ist eine schwedische Fernverkehrsstraße in Västmanlands län und Dalarnas län.

## Verlauf

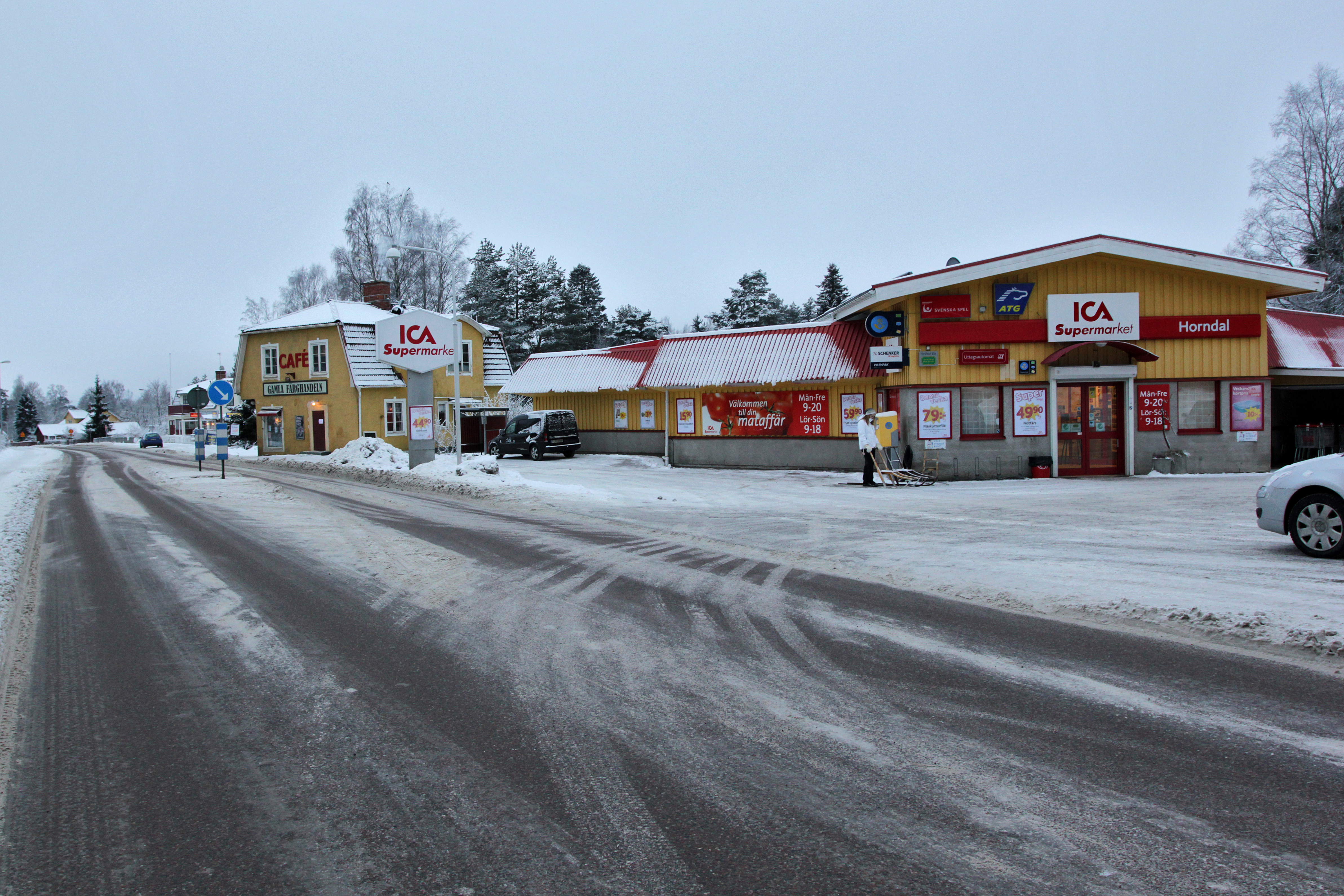
Die Straße in Horndal (2012)

Die Straße zweigt bei Lindesberg vom Riksväg 50 ab und verläuft nach Nordwesten über Fagersta, Norberg, wo der Riksväg 69 sie verlässt, und Avesta, wo der Riksväg 70 gekreuzt wird, zum Europaväg 16, der bei Storvik in der Gemeinde Sandviken erreicht wird.
Die Länge der Straße beträgt rund 144 km.